# Міграційна та митна правоохоронна служба США
Міграційна та митна правоохоронна служба США (англ. U.S. Immigration and Customs Enforcement / ICE) - федеральний правоохоронний орган при Міністерстві національної безпеки США, відповідальний за дотримання міграційного та митного законодавства, з додатковими обов'язками по боротьбі з міжнародною злочинністю .  
Головним завданням служби є захист США від злочинів на прикордонних територіях та протидія нелегальній імміграції, які загрожують національній та громадській безпеці. 
Це завдання виконується із застосуванням більш ніж 400 федеральних законодавчих актів і зосереджена на міграційному законодавстві, запобіганні тероризму та боротьбі з незаконним переміщенням людей та товарів.   Служба має два основних підрозділи: підрозділ розслідувань з питань внутрішньої безпеки (Homeland Security Investigations / HSI) та підрозділ операцій з переміщення (Enforcement and Removal Operations / ERO). 
Служба підтримує аташе у головних дипломатичних закордонних місіях США . Міграційна та митна правоохоронна служба не патрулює американські кордони, ця функція покладається на Прикордонний патруль Сполучених Штатів, який підпорядковується Прикордонно-митній службі США, що тісно пов'язана  в своїй діяльності з ICE.   

## Історія
Міграційна та митна правоохоронна служба була створена в 2002 році відповідно до Акту про національну безпеку після подій 11 вересня 2001 року . Зі створенням Міністерства національної безпеки США, функції та юрисдикція декількох прикордонних та митних органів були зосереджені в Міграційній та митній правоохоронній службі США.     

## Організація
Міграційна та митна правоохоронна служба США відповідальна за виявлення та усунення слабких місць в системі безпеки на кордоні, економіці, транспорті та інфраструктурі. На службі організації перебуває приблизно 20 000 співробітників в приблизно 400 управліннях у США та 53 країнах світу. 

## Взаємодія з Україною
Угода між Урядом України та Урядом Сполучених Штатів Америки про взаємну допомогу між їх митними адміністраціями регулює 
взаємодіяДержавної фіскальної служби України і Міграційної та митної правоохоронної служби США

## Галерея

Будівля головного управління  Міграційної та митної правоохоронної служби у Вашингтоні
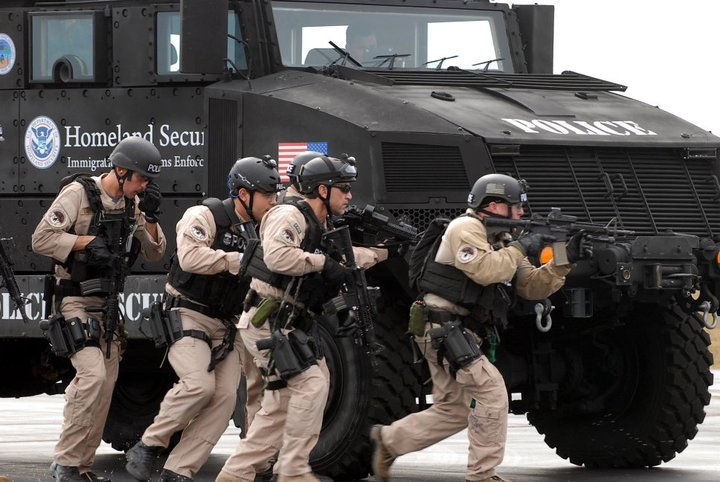
Тренування членів групи спеціального реагування HSI
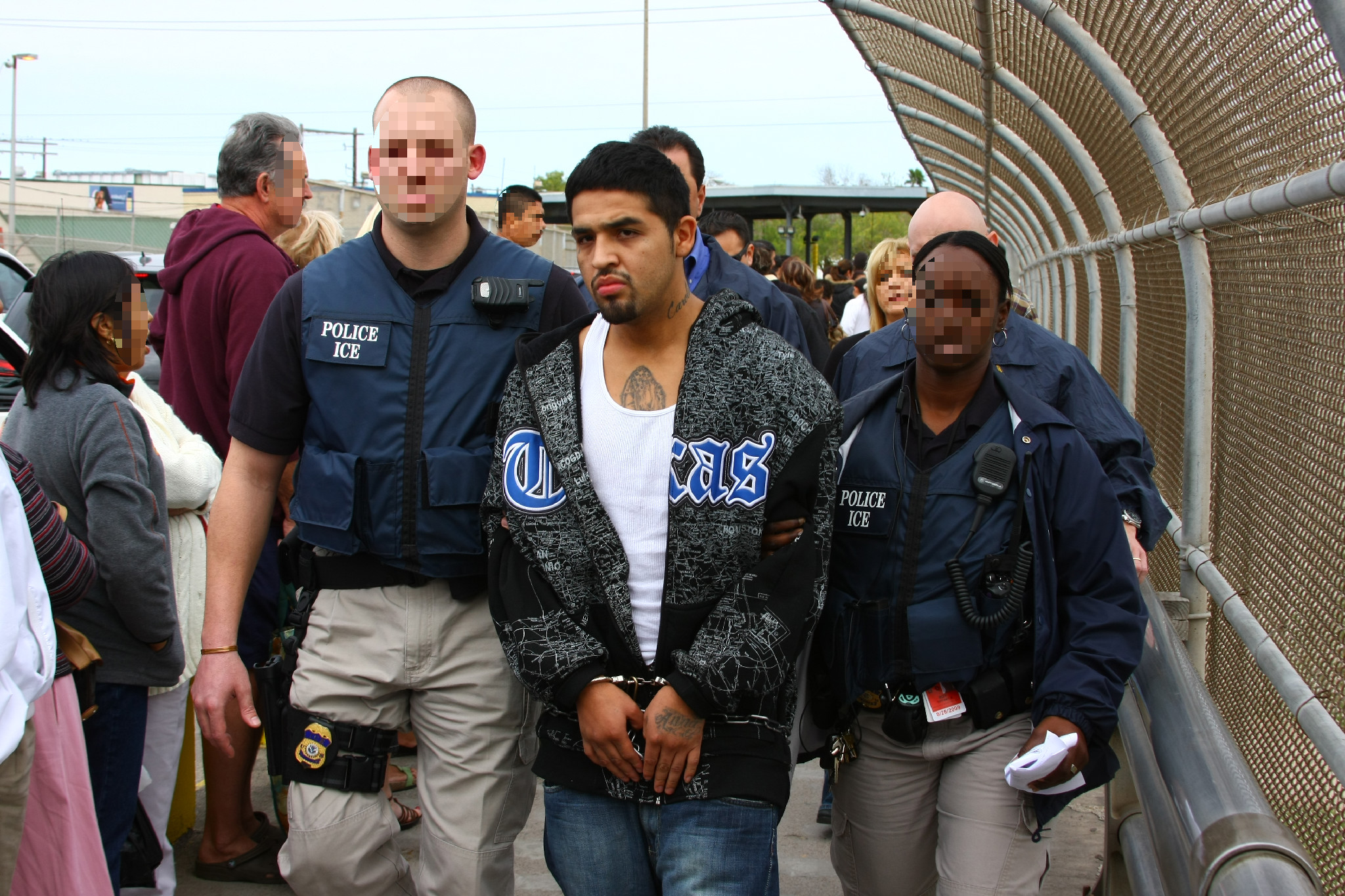
Депортація нелегального мігранта до Мексики